# Odontotrypes semiscribrosus
Odontotrypes semiscribrosus är en skalbaggsart som beskrevs av Leon Fairmaire 1891. Odontotrypes semiscribrosus ingår i släktet Odontotrypes och familjen tordyvlar. Inga underarter finns listade i Catalogue of Life.